# Compliant tower
La compliant tower ou CT (que l'on pourrait traduire par tour flexible en français) est un équipement d'exploitation pétrolière en mer. C'est une structure métallique composée d’une tour étroite supportant un top-side comprenant les modules de forage, de production, et les quartiers vie le cas échéant.

## Fonctionnement
Contrairement à des plateformes fixes de type « jacket », ces tours sont conçues pour se déformer sous l’action du vent et de la houle ; comme le roseau qui plie mais ne se rompt pas.
Ces structures sont ancrées au fond marin par des piles, peuvent être haubanées le cas échéant, et peuvent avoir en partie supérieure des éléments flottants. En effet une meilleure flottabilité de l’ensemble permet de réduire les charges sur les fondations de la structure et fait travailler la structure en traction plutôt qu’en compression. Ces réservoirs peuvent être contrôlées par ordinateur (permettant des ballastages / déballastages) afin de contrôler la tension appliquée.

## Lancement d'une compliant tower
Le 15 avril 2005, la base de la tour de Benguela Beliza a été lancée depuis la barge H-851. La base mesurant 250 m (pour une hauteur de tour totale de plus de 400 mètres).